# Zareczcza
Zareczcza (błr. Зарэчча; ros. Заречье, Zarieczje; pol. hist. Zarzecze) – osiedle typu miejskiego na Białorusi, w rejonie rzeczyckim, w obwodzie homelskim; 2,4 tys. mieszkańców (2010).